# باربرا فيلد
باربرا فيلد (بالإنجليزية: Barbara Field) هي كاتبة مسرحية وكاتِبة أمريكية، ولدت في 1935.